# Cosa sei disposto a perdere
Cosa sei disposto a perdere è il terzo album del gruppo musicale Cattive Abitudini (ex Peter Punk).

## Tracce
1. Via dalla realtà – 1:58
2. Marlene – 2:18
3. Amsterdam – 3:17
4. Cosa sei disposto a perdere? – 3:07
5. Per sempre – 3:22
6. Transaminasi – 2:18
7. Oltre le parole – 4:00
8. Se tutti mollano – 1:42
9. La stessa storia – 2:58
10. Solo voi – 1:55
11. Voglio credere – 2:39
12. Soldato semplice – 3:36

## Formazione
- Ettore Montagner - cantante, ex basso ed attuale secondo chitarra
- Stefano Fabretti - secondo cantante, primo chitarra
- Nicola Brugnaro - batteria
- Michele Angriman - basso